# سنترفيل (نيو برونزويك)
سنترفيل (بالإنجليزية: Centreville, New Brunswick)‏ هي قرية تقع في كندا في نيو برونزويك. يقدر عدد سكانها بـ 336 نسمة .